# Зиало (язык)
Зиало́ (англ., фр. Zialo) — язык народа зиало в Гвинее, один из языков манде в Западной Африке.
На языке зиало, принадлежащем к юго-западной группе языков манде макросемьи нигер-конго, говорят около 25 тысяч человек, проживающих в префектуре Масента провинции Нзерекоре на юго-востоке Гвинеи. Зона распространения зиало охватывает около 50 деревень, около трети зиало проживает в городах Масента, Гекеду и Конакри.
Письменности зиало не имеют, в официальных целях пользуются французским языком.
Язык зиало был обнаружен и исследован в ходе Российской лингвистической экспедиции Архивная копия от 5 мая 2010 на Wayback Machine в Гвинею в январе-феврале 2010 года московским лингвистом Кириллом Бабаевым. Ранее зиало считался одним из удалённых диалектов языка лома, однако российскими лингвистами доказаны существенные расхождения между двумя языками. Так, если тональная и фонетическая системы зиало довольно близки лома, то лексика демонстрирует близость скорее языкам банди и менде. Для языка зиало характерны широкое использование носовых гласных и согласных звуков, продуктивная система начальных чередований согласных, разветвлённая структура аналитических глагольных конструкций различных видо-временных значений, а также наличие свыше 15 серий личных местоимений.
Носители языка выделяют пять диалектов языка, из которых наиболее самобытен северный диалект лаволозу.
Согласно легендам, зиало пришли в лесную Гвинею с юга, с территории нынешней Либерии. Своими ближайшими родственниками зиало считают народы банди в Либерии и менде в Сьерра-Леоне.